# 축척 모형

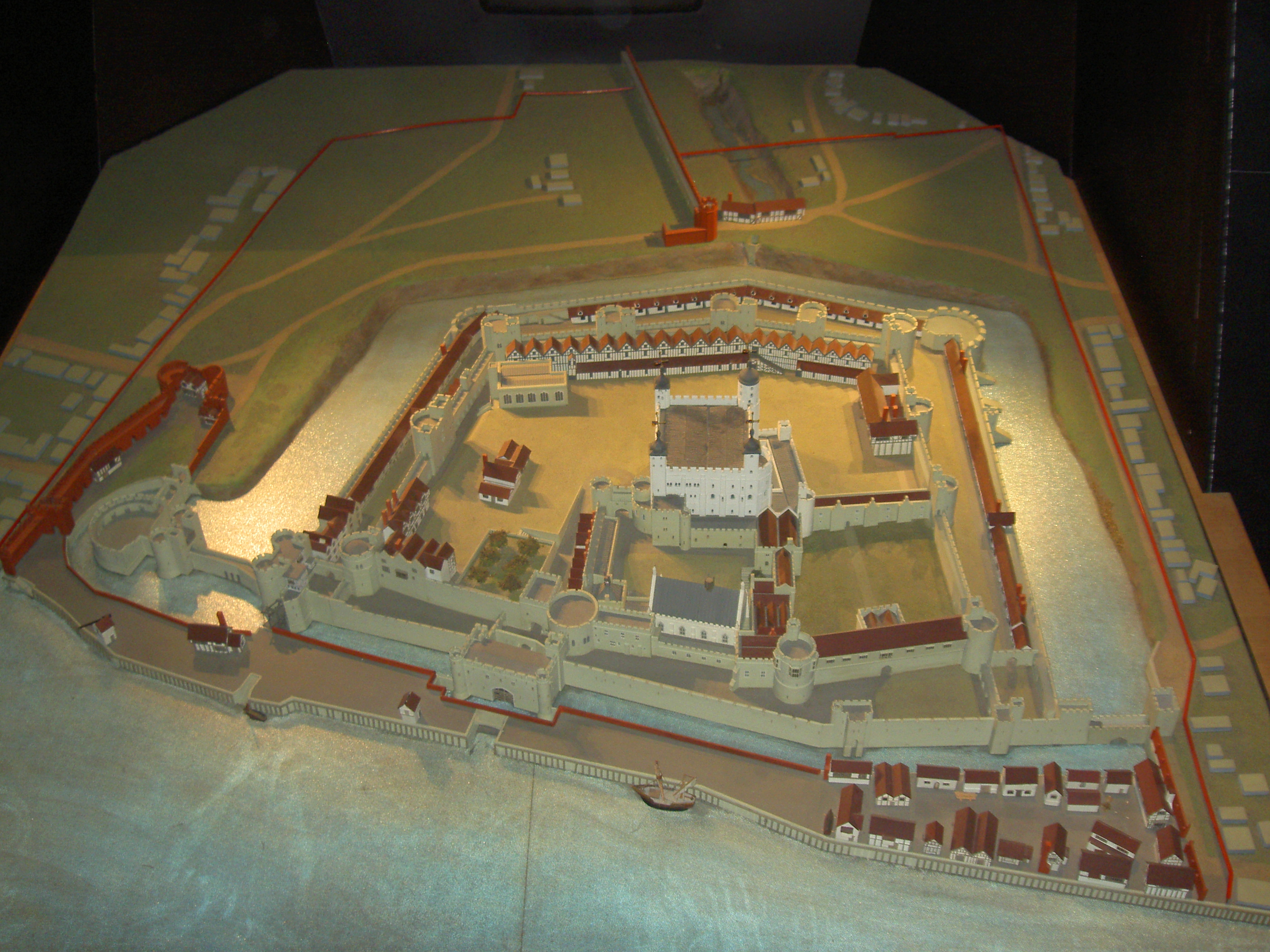
런던탑의 미니처. 탑 내부를 들여다 볼 수 있다.

축척 모형 (縮尺模型, 영어: scale model)은 어떠한 큰 물체나 건물을 작은 규모로 변형하여 만든 모형이다. 원본 대상보다 크기를 줄여 만든 것이 많기에 미니어처(miniature)라고도 하지만, 원자나 DNA 같은 과학용 모형의 경우 원본 대상보다 크기를 훨씬 키워 만든 경우도 있다. 시제품용으로 원본과 크기를 똑같이 하여 만든 것은 목업이라고 부른다.
축척 모형은 공학설계와 시험, 홍보와 판매에서 널리 활용되며, 디오라마와 같이 박물관, 공원, 테마파크 등 많은 분야에서 사용된다. 또 실생활에서 취미나 장난감으로 다루어지기도 한다. 그 재료로는 플라스틱, 목재, 금속이 사용되며 에나멜, 옻칠, 아크릴 물감 등으로 채색한다. 축적 모형의 대상은 기차, 차량, 트럭, 군사장비, 항공기 등의 탈것이나 건축물, 사람 등 다양한 것이 채택된다.

## 방식

### 스킬 레벨
| 레벨              | Age | Paint | Glue | Water decals | 파트  |
| 1 Beginner        | 10  | No    | No   | No           |       |
| 2 Beginner        | 10  | Yes   | Yes  | No           | <= 30 |
| 3 Intermediate    | 10  | Yes   | Yes  | Yes          | <=100 |
| 4 Advanced        | 12  | Yes   | Yes  | Yes          | <=150 |
| 5 Expert          | 13  | Yes   | Yes  | Yes          | > 150 |
| 6 Kitbasher       | 13  | Yes   | Yes  | Yes          |       |
| 7 Scratch builder | 13  | Yes   | Yes  | Yes          |       |
| ----------------- | --- | ----- | ---- | ------------ | ----- |

## 같이 보기
- 컴퓨터 지원 설계
- 미니어처 카
- 미니어처 공원
- 실물 모형
- 프라모델
- 표준궤